# Broniów
Broniów – wieś w Polsce położona w województwie mazowieckim, w powiecie szydłowieckim, w gminie Chlewiska. Ma status sołectwa.
Prywatna wieś szlachecka, położona była w drugiej połowie XVI wieku w powiecie radomskim województwa sandomierskiego. W latach 1975–1998 miejscowość administracyjnie należała do województwa radomskiego.
Wieś była własnością Jakuba Chlewickiego w latach 1576-1577.
Wierni Kościoła rzymskokatolickiego należą do parafii św. Stanisława w Chlewiskach.